# Kitayama (métro de Kyoto)
Pour les articles homonymes, voir Kitayama (homonymie).
Kitayama (北山駅, Kitayama-eki) est une station du métro de Kyoto sur la ligne Karasuma dans l'arrondissement de Kita à Kyoto.

## Situation sur le réseau
La station Kitayama est située au point kilométrique (PK) 2,6 de la ligne Karasuma.

## Histoire
La station a été inaugurée le 24 octobre 1990.

## Services aux voyageurs

### Accès et accueil
La station est ouverte tous les jours.

### Desserte
- Ligne Karasuma :
  - voie 1 : direction Takeda (interconnexion avec la ligne Kintetsu Kyoto pour Nara)
  - voie 2 : direction Kokusaikaikan

## Dans les environs
- Jardin botanique de Kyōto
- Kyoto Concert Hall